# Rugby-Union-Nationalmannschaft von Amerikanisch-Samoa
Die Rugby-Union-Nationalmannschaft von Amerikanisch-Samoa (englisch American Samoa national rugby union team) ist die Nationalmannschaft von Amerikanisch-Samoa, einem Außengebiet der Vereinigten Staaten, in der Sportart Rugby Union. Sie hat – im Gegensatz zur Nationalmannschaft des unabhängigen Staates Samoa – nur geringe Bedeutung. Ihr Spitzname lautet Talavalu, abgeleitet von einer traditionellen samoanischen Kriegswaffe aus Eisenholz, die einer Keule ähnelt und acht rautenförmige Zähne an einer Kante hat (übersetzt bedeutet tala Zähne und valu acht).

## Geschichte
Rugby Union (auch 15er-Rugby genannt) wird in Westsamoa (heute Samoa) seit etwa 1920 gespielt und stieg innerhalb weniger Jahre zu der mit Abstand beliebtesten Sportart auf. Hingegen blieb Rugby Union in Amerikanisch-Samoa relativ unbedeutend und steht spätestens seit den frühen 1970er Jahren völlig im Schatten von American Football. Mehrere Dutzend Samoaner sind bei Mannschaften der National Football League unter Vertrag und es ist im Verhältnis zur Einwohnerzahl bis zu 40 Mal wahrscheinlicher, dass ein Amerikanisch-Samoaner verpflichtet wird als ein Einwohner der Festland-USA. Angesichts dieser überragenden Konkurrenz erfolgte die Gründung des Verbandes American Samoa Rugby Union erst 1990; dessen Vollmitgliedschaft beim International Rugby Board (heute World Rugby) ließ bis 2012 auf sich warten.
Das erste Test Match fand im September 1983 gegen Westsamoa statt, als der Verband noch gar nicht existierte, und ging mit 0:55 verloren. Einziger nennenswerter Erfolg war der Gewinn der Silbermedaille bei den Südpazifikspielen 1991, als man im Finale Samoa mit 7:34 unterlag. Danach investierte der Verband seine bescheidenen Mittel überwiegend in die Siebener-Rugby-Nationalmannschaft. Seither beschränkt sich die Tätigkeit der 15er-Nationalmannschaft auf sporadische Teilnahmen am Oceania Cup. Aufgrund der geringen Anzahl Spiele belegt sie üblicherweise den letzten Platz in der World-Rugby-Weltrangliste.

## Bekannte Spieler
Aufgrund der begrenzten Möglichkeiten im eigenen Land werden begabte Spieler aus Amerikanisch-Samoa sehr häufig in andere Nationalmannschaften berufen. Frank Solomon war der Pionier, der in den 1930er Jahren für die All Blacks aus Neuseeland spielte, während Jerome Kaino ein wichtiges Mitglied jener neuseeländischen Teams war, die 2011 und 2015 den Weltmeistertitel gewannen. Andere Spieler ziehen es vor, für die Nationalmannschaft der USA anzutreten.